# الغلوبيولين المناعي المضاد لفيروس جدري الماء النطاقي
الغلوبيولين المناعي المضاد لفيروس جدري الماء النطاقي (VZIG, VarIg)، يُباع تحت الاسم التجاري فاريزيغ (VariZIG)، هو دواء يُستخدم بعد التعرض لفيروس جدري الماء النطاقي (جدري الماء أو الهربس النطاقي) للأشخاص المعرضين لخطر عال للإصابة بالمرض. ويشمل الأشخاص المعرّضون لخطر عال أولئك الذين ليس لديهم مناعة، أو الحوامل، أو من يعانون من نقص المناعة. يُعطى هذا الدواء عن طريق الحقن في العضل.
من الآثار الجانبية الشائعة ألم في موقع الحقن، وصداع، وطفح الجلدي، وغثيان. قد تشمل الآثار الجانبية الأخرى انخفاض ضغط الدم، والحمى، و الحساسية. ويجب تقدبم رعاية خاصة لمن يعانون من عوز الغلوبولين المناعي إيه الانتقائي. إنه غلوبيولين مناعي، وتحديداً غاما غلوبولين، مصنوع من دم الأشخاص الذين لديهم كميات عالية من الأجسام المضادة ضد فيروس جدري الماء النطاقي.
يتوافر الغلوبيولين المناعي المضاد لفيروس جدري الماء النطاقي في الولايات المتحدة منذ عام 1978، حيث بلغت تكلفته حوالي 2,000 دولارًا أمريكيًا لكل 125 وحدة دولية في عام 2021. في المملكة المتحدة، تكلّف جرعة مريض بالغ 2,400 جنيهًا إسترلينيًا، لهيئة الخدمات الصحية الوطنية.

## الاستخدامات الطبية
فيروس جدري الماء النطاقي هو فيروس هربس بشري يسبب جدري الماء، والهربس النطاقي، والنوع الثاني من متلازمة رامسي-هانت، والألم العصبي التالي للهربس. على عكس لقاح الهربس النطاقي الذي يوفر مناعة دائمة، فإن الحماية هنا سلبية وقصيرة المدى؛ قد تكون هناك حاجة لإعادة إعطائه كل 2-4 أسابيع حسب الضرورة.
لا يوجد دليل على فعالية هذا الدواء حينما تستقر عدوى فيروس جدري الماء النطاقي.
يمكن إعطاء الغلوبيولين المناعي جدري الماء النطاقي (VZIG) للأطفال الذين يعانون من ضعف الجهاز المناعي لحمايتهم من جدري الماء الشديد.

### الجرعة
عادة ما يُعطى بجرعة 125 وحدة دولية لكل 10 كجم لغاية 625 وحدة دولية كحد أقصى.

## التصنيع
يتم تحضير الغلوبيولين المناعي من بلازما المتبرعين الأصحاء ذوي عيارات عالية من الأجسام المضادة لفيروس جدري الماء النطاقي. تم نشر دراسة في مجلة الأمراض المعدية أظهرت أن الدم منتهي الصلاحية من بنوك الدم قد يحتوي على تركيزات من الأجسام المضادة مكافئة لتلك الموجودة في بلازما المتبرعين الذين يتعافون من عدوى فيروس جدري الماء النطاقي الأخيرة، التي أدت إلى مستويات مرتفعة من الغلوبيولين المناعي النطاقي.

## روابط خارجية
- ملخص إدارة الغذاء والدواء الأمريكية نسخة محفوظة 2021-01-24 على موقع واي باك مشين. (معلومات وصفية نسخة محفوظة 2021-06-08 على موقع واي باك مشين.)